# Epic Games
Epic Games (також відома як Epic, колишня Epic Megagames) — американська компанія, що займається розробкою відеоігор. Штаб-квартира розташована в місті Кері, штат Північна Кароліна. Компанія відома за ігровими серіями Gears of War, Fortnite і Unreal Tournament, а також як творці ігрового рушія Unreal Engine. До складу американської компанії Epic Games входять такі дочірні компанії, як Chair Entertainment, People Can Fly і Titan Studios. Компанія має студії в Шанхаї, Кореї і Токіо. Ключові фігури в Epic Games — провідний програміст Тім Свіні (англ. Tim Sweeney), геймдизайнер Кліфф Блешинський (англ. Cliff Bleszinski), Ерік де Нев (англ. Erik de Neve) і Стів Полдж (англ. Steve Polge).

## Історія
Epic Games від початку була заснована під назвою Potomac Computer Systems в 1991 році Тімом Свіні в місті Роквіллі, штат Мериленд, випустивши в цьому ж році свою першу гру ZZT. Пізніше компанія змінила назву на Epic Megagames і випустила низку shareware-ігор: Epic Pinball, Brix, Jill of the Jungle, Jazz Jackrabbit і One Must Fall 2097. Водночас Epic видавала й продавала ігри інших розробників, таких як Safari Software, Xland (Robbo, Heartlight і Electro Man) і Renaissance (Zone 66). В 1997 році Safari Software була куплена Epic, і деякі їхні ігри пізніше були продані під брендом Epic Classics. У 1993 році Epic видала платформер Xargon від Allen Pilgrim.
У 1998 році Epic Megagames випустила Unreal, тривимірний шутер від першої особи, який пізніше виріс у цілую ігрову серію. Разом із цим компанія почала продавати ліцензії на Unreal Engine іншим розробникам. 
У 1999 році компанія змінила назву на Epic Games і переїхала до Північної Кароліни (США). У 2006 році компанія випустила бестселер для Xbox 360 і PC шутер Gears of War, а восени 2007 року закінчила роботу над Unreal Tournament 3 для PC, PS3 і Xbox 360. 20 серпня 2007 року Epic придбала контрольний пакет акцій польської студії People Can Fly.
20 травня 2008 року Epic Games придбала Chair Entertainment. Улітку 2009 року Epic випустила розроблений ними Shadow Complex на Xbox Live Arcade. 7 листопада 2008 року Epic Games випустила Gears of War 2, сиквел до свого бестселера Gears of War, який продовжив історію битви між людьми й локустами.
В 2010 році, в Шанхаї було відкрито китайський підрозділ Epic Games China Завдяки цьому Epic придбала Titan Studios. Інша студія, Epic Games Korea, була відкрита в Південній Кореї, у місті Сеулі. Крім цього Майк Кепс (англ. Mike Capps) анонсував, що ще одна студія буде відкрита в Токіо. Вона займатиметься технічною підтримкою рушія й розробкою майбутніх ігор.
Протягом 2011 року в Epic Games розроблялася Gears of War 3 і Bulletstorm, яка розроблялася їхньою дочірньою студією People Can Fly, а також гра Infinity Blade на рушії Unreal Engine 3.
25 липня 2017 року Epic Games випустила гру Fortnite, яка довгий час була найпопулярнішою грою у світі.
6 грудня 2018 року Epic Games представили свій магазин цифрової дистрибуції ігор — Epic Games Store, відсоток відрахувань видавців на користь компанії складе 12 % від прибутку. Крім цього, ігри на Unreal Engine не будуть віддавати 5 % від прибутку за використання рушія, якщо вони будуть виходити в Epic Games Store.
1 травня 2019 року Epic Games придбали студію Psyonix, а 2 березня 2021 року — Tonic Games Group.
6 березня 2022 року Epic Games оголосила про припинення своєї діяльності на території Росії через вторгнення в Україну. 
20 березня 2022 року компанія заявила, що пожертвує Україні увесь прибуток з нового сезону (з 20 березня по 3 квітня) гри Fortnite на гуманітарну допомогу українцям, що постраждали від російського вторгнення.
16 серпня 2024 року Epic Games запустив власний магазин застосунків Epic Games Store для iPhone у країнах Євросоюзу. Він може стати справжньою альтернативою App Store від Apple.

## Epic Games та судові процеси

### Epic Games проти Apple
У серпні 2020 року в Epic Games розпочався конфлікт з Apple Inc. у зв'язку з видаленням з магазину App Store гри Fortnite. Раніше розробник впровадив в гру два варіанти оплати — через Apple Pay з комісією або оплата безпосередньо творцям без комісії. Розробник гри пояснив наступне: «Apple зловживає своїм становищем на ринку і порушує антимонопольне законодавство. Epic Games не вимагає компенсації або якихось рішень на свою користь — вони прагнуть домогтися чесної конкуренції на ринку». В свою чергу, як на думку Apple, компанія Epic Games додала опцію прямих платежів у Fortnite для мобільних пристроїв, в обхід 30 % комісії, яку Apple вимагає в рамках угод з розробниками при публікації додатків в App Store. В результаті Apple видалила Fortnite зі своїх торгових майданчиків. Epic Games відповіла антимонопольним позовом та закликала суд з питань конкуренції визнати видалення гри з App Store незаконним, як і певні умови в угодах компаній з розробниками. Компанія Epic Games заявила, що після видалення королівської битви Fortnite з магазину App Store її добова аудиторія на iOS скоротилася на 60 %. У вересні 2020 на черговому слуханні Apple виступила із зустрічним позовом до Epic Games та вимагає компенсації за порушення контракту з App Store.
Розгляд справи завершився тільки у вересні 2021 року, в результаті суд став на сторону Apple у дев'яти з десяти пунктів справи. За даними міжнародного телеканалу Bloomberg, причиною судової тяганини хоча б частково були плани на метаверс, для якої гра Fortnite повинна стати серцем. Проєкт швидко еволюціонував від мультиплеєрної гри до онлайн-простору, де люди можуть проводити час разом, а найпопулярніші музиканти проводять віртуальні концерти (наприклад, Аріана Гранде).
На початок 2024 року, Epic Games та Apple продовжують суперечки поміж собою, у тому числі і в судах. За повідомленням Bloomberg, останнє блокування компанією Apple облікового запису Epic Games стосовно створення власних магазинів з додатками та іграми для iOS та iPadOS, що є порушенням «Закону про цифрові ринки», може призвести до дуже серйозних наслідків — аж до штрафу у розмірі 10 % від загальносвітового річного виторгу Apple (а це понад 38 млрд доларів, враховуючи 2023 рік).

### Epic Games проти Google
7 жовтня 2024 року, як повідомило видання The Verge, суд у США виніс остаточне рішення у справі Epic Games проти Google LLC. Так, суд визнав Google Play незаконною монополією. Тепер компанія зобовʼязана надати користувачам більше можливостей завантажувати додатки конкурентів. Видання вказує, що це рішення може кардинально змінити ринок застосунків для Android, якщо Google не зможе призупинити або оскаржити постанову в апеляції. Суд також зобов’язав Google змінити свою білінгову політику, починаючи з 1 листопада 2024 року до 1 листопада 2027 року. Таким чином, розробники зможуть інформувати користувачів про інші способи оплати, розміщувати посилання на альтернативні магазини і встановлювати ціни на свої додатки без прив’язки до системи оплати Google. Google заборонено вступати в певні угоди з розробниками, виробниками пристроїв і операторами зв’язку, а також ділитися доходами з учасниками ринку додатків. Компанія не зможе пропонувати фінансові вигоди за виняткове розміщення застосунків у Google Play або за відмову від розміщення в конкуруючих магазинах. В свою чергу, Epic Games заявила, що Google створила мережу угод, яка практично виключала можливість появи конкурентів. Тепер завдяки рішенню суду у сторонніх магазинів з’явиться можливість конкурувати з Google Play на рівних.